# Сент-Пол (Міссурі)
Сент-Пол (англ. St. Paul) — місто (англ. city) в США, в окрузі Сент-Чарлз штату Міссурі. Населення — 3005 осіб (2020).

## Географія
Сент-Пол розташований за координатами 38°50′47″ пн. ш. 90°44′27″ зх. д. / 38.84639° пн. ш. 90.74083° зх. д. (38.846346, -90.740945).  За даними Бюро перепису населення США в 2010 році місто мало площу 17,29 км², уся площа — суходіл. В 2017 році площа становила 18,64 км², уся площа — суходіл.

## Демографія
Згідно з переписом 2010 року, у місті мешкало 1829 осіб у 638 домогосподарствах у складі 553 родин. Густота населення становила 106 осіб/км².  Було 656 помешкань (38/км²).
Расовий склад населення:
| - 98,7 % — білих - 0,3 % — чорних або афроамериканців - 0,2 % — корінних американців - 0,1 % — азіатів |

До двох чи більше рас належало 0,3 %. Частка іспаномовних становила 0,4 % від усіх жителів.
За віковим діапазоном населення розподілялося таким чином: 22,6 % — особи молодші 18 років, 64,7 % — особи у віці 18—64 років, 12,7 % — особи у віці 65 років та старші. Медіана віку мешканця становила 45,6 року. На 100 осіб жіночої статі у місті припадало 104,4 чоловіків;  на 100 жінок у віці від 18 років та старших — 102,6 чоловіків також старших 18 років.
Середній дохід на одне домашнє господарство  становив 106 489 доларів США (медіана — 97 750), а середній дохід на одну сім'ю — 113 397 доларів (медіана — 101 726). Медіана доходів становила 75 192 долари для чоловіків та 56 667 доларів для жінок. За межею бідності перебувало 5,6 % осіб, у тому числі 9,7 % дітей у віці до 18 років та 2,5 % осіб у віці 65 років та старших.
Цивільне працевлаштоване населення становило 1067 осіб. Основні галузі зайнятості: освіта, охорона здоров'я та соціальна допомога — 19,4 %, виробництво — 15,5 %, будівництво — 13,5 %.